# Oreonetides cristatus
Espèce
Oreonetides cristatus est une espèce d'araignées aranéomorphes de la famille des Linyphiidae.

## Distribution
Cette espèce est endémique du kraï du Primorié en Russie,. Elle se rencontre dans le raïon de Tchougouïevka vers Bulyga-Fadeevo.

## Description
Le mâle holotype mesure 2,20 mm.

## Systématique et taxinomie
Cette espèce a été décrite par Tanasevitch en 2025.

## Publication originale
- Tanasevitch, 2025 : « A new species of the spider genus Oreonetides Strand, 1901 (Aranei: Linyphiidae) from the Maritime Province, Russia. » Arthropoda Selecta, vol. 34, no 2, p. 294-297.